# Coquihalla
La Coquihalla (en anglais Coquihalla River) est une rivière qui coule à travers la chaîne des Cascades en Colombie-Britannique au Canada. C'est un affluent du Fraser qu'elle rejoint à Hope.
Le bassin versant de la Coquihalla s'étend sur 741 km2. Les crues de la rivière sont soumises à un  régime pluvial ou nivo-pluvial.

## Zones protégées
Les rives de la rivière abrite une zone protégée de 103 hectares, le parc provincial de Coquihalla River géré par BC Parks, qui est constitué de deux étroites bandes de terre respectivement situées sur chacune des deux rives.